# Facoltà di Giurisprudenza di Paris-Est
La Facoltà di Giurisprudenza di Paris-Est fa parte dell'Università Paris-XII (UPEC, Paris-Est-Créteil). Questo istituto di istruzione superiore francese accoglie gli studenti di giurisprudenza provenienti dalla zona est di Parigi.

## Storia della facoltà
Questa facoltà di legge è l'erede della facoltà di legge di Parigi (Sorbona), fondata nel 1150. A seguito degli eventi del maggio 1968, le facoltà dell'unità di Parigi divennero università indipendenti La maggior parte dei professori di legge decisero di perpetuare la facoltà di legge ed economia e crearono l'Università Panthéon-Assas ma alcuni passarono a università interdisciplinari come l'Università Pantheon-Sorbona, la Paris V: René Descartes e l'Università Paris-Est Créteil Val-de-Marne.
La Facoltà di Giurisprudenza di Créteil è stata fondata nel 1967 a Saint-Maur-des-Fossés e ha aperto le porte agli studenti nel 1969. La prima ammissione era composta da 2.500 studenti, nell'ambito del processo di decentramento della facoltà di legge di Parigi. Con il baby boom, l'obiettivo era quello di dare ai giovani residenti l'accesso alla qualità dell'istruzione superiore offerta a Parigi. L'UPEC è nato il 21 marzo 1970, quando la Facoltà di Giurisprudenza ed Economia si è unita al centro multidisciplinare di Créteil, che comprendeva la giovane Facoltà di Medicina di Val-de-Marne.
Il 16 gennaio 2006, la Facoltà di Giurisprudenza ha inaugurato il suo nuovo campus nel quartiere L'Échat di Créteil. Questi nuovi locali di 15.000 m2 sono stati costruiti dall'architetto Michel Rémon su un terreno ceduto allo Stato dalla città di Créteil. Il vecchio campus di Saint-Maur-des-Fossés, dove è stato scoperto l'amianto nel 1997, è stato demolito nel 2016,.

## La facoltà oggi
La Facoltà di Giurisprudenza offre corsi di laurea e di dottorato. Ispirata al motto di Cicerone ("Respondere, agere, cavere"), la Facoltà di Giurisprudenza forma i suoi 3.700 studenti ai compiti dell'avvocato, con 27 professori, 32 docenti e 180 docenti professionisti, supportati da una biblioteca con oltre 33.000 libri.
Nel 2020, la facoltà di giurisprudenza dell'UPEC si è classificata al 5º posto nella classifica generale Thotis delle facoltà di giurisprudenza, che comprende l'integrazione professionale, l'attrattiva dell'università, le pari opportunità e il successo accademico all'uscita dalla facoltà. È anche la prima facoltà di giurisprudenza della regione di Parigi in termini di pari opportunità. La facoltà ha una particolare attenzione per il diritto europeo, con lauree in diritto europeo disponibili a partire dal livello di laurea in giurisprudenza, nonché eventi scientifici sul diritto comparato, in particolare con il diritto italiano,.

## Gestione della facoltà

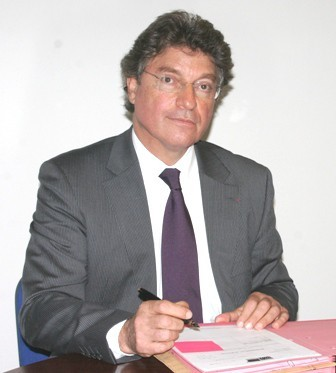
Prof. Jean-Jacques Israël (2008 - 2017)

La carica di Direttore dell'Unità di formazione e ricerca (UFR), comunemente nota come Decano, è ricoperta da Laurent Gamet, professore ordinario di diritto privato e scienze penali. Questa posizione è stata ricoperta dal 2008 al 2017 da Jean-Jacques Israël, professore di diritto pubblico, e dal 2017 al 2021 da Alain Desrayaud, professore di storia del diritto. 
| Mandato     | Nome                       | Disciplina         |
| ----------- | -------------------------- | ------------------ |
| 1971 - 1979 | Guillaume Matringe         | Storia del diritto |
| 1979 - 1985 | François Gianviti          | Diritto privato    |
| 1985 - 1989 | Jacqueline Morand-Deviller | Diritto pubblico   |
| 1989 - 1993 | Jean-Bernard Auby          | Diritto pubblico   |
| 1993 - 1999 | Louis Caillet              | Storia del diritto |
| 1999 - 2008 | Nicole Guimezanes          | Diritto privato    |
| 2008 - 2017 | Jean-Jacques Israël        | Diritto pubblico   |
| 2017 - 2021 | Alain Desrayaud            | Storia del diritto |
| 2021 -      | Laurent Gamet              | Diritto privato    |